# 電子試算表

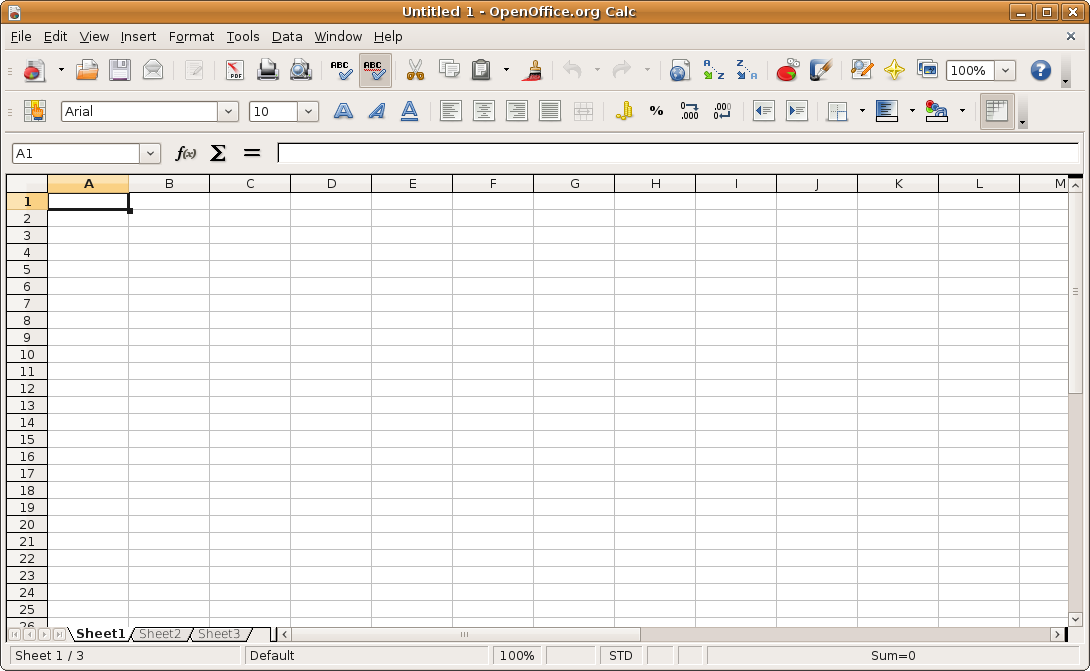
OpenOffice.org Calc 电子表格

电子表格（英語：spreadsheet），是一类模拟纸上計算表格的计算机程序。它会显示由一系列行与列构成的网格。单元格内可以存放数值、計算式、或文本。电子表格通常用于财务信息，因为它能够频繁的重新计算整个表格。 

## 軟件
- Calc是一個開源、免費、可在多種平台上執行的LibreOffice中的电子表格程序。它可以用于计算、统计、數值預測，设计表格等功能。
- Excel是Windows/macOS/iOS/Android系统上的电子表格程序。
- Numbers是Mac OS X/iOS系统上主要的电子表格程序。
- Google Sheets是google開發的試算表軟體，支援多平台應用。